# 에어 노스
에어 노스(영어: Air North)은 캐나다의 지역 항공사 겸 화물 항공사와 전세 항공사를 겸하는 항공사로 허브 공항으로 에릭 니엘슨 화이트호스 국제공항을 사용하고 있다.

## 운항 노선
- 2021년 2월 기준으로 에어 노스는 다음과 같이 운항하고 있다.

## 보유 기종
- 2021년 2월 기준으로 에어 노스는 다음과 같이 보유하고 있다.[1][2]

### 퇴역 기종
- 세스나 150
- 세스나 172
- 세스나 185
- 세스나 206
- 세스나 스카이마스터
- 드 하빌랜드 비버
- 드 하빌랜드 오터
- 페어차일드 F-11 허스키
- 비치크래프트 모델 18
- 비치크래프트 퀸 에어
- 비치크래프트 모델 99
- 브리턴 노먼 아일랜더
- 드 하빌랜드 카리부
- 더글러스 DC-3
- 더글러스 DC-4
- 보잉 737-200Adv 화물
- 보잉 737-200C 화물

## 사진

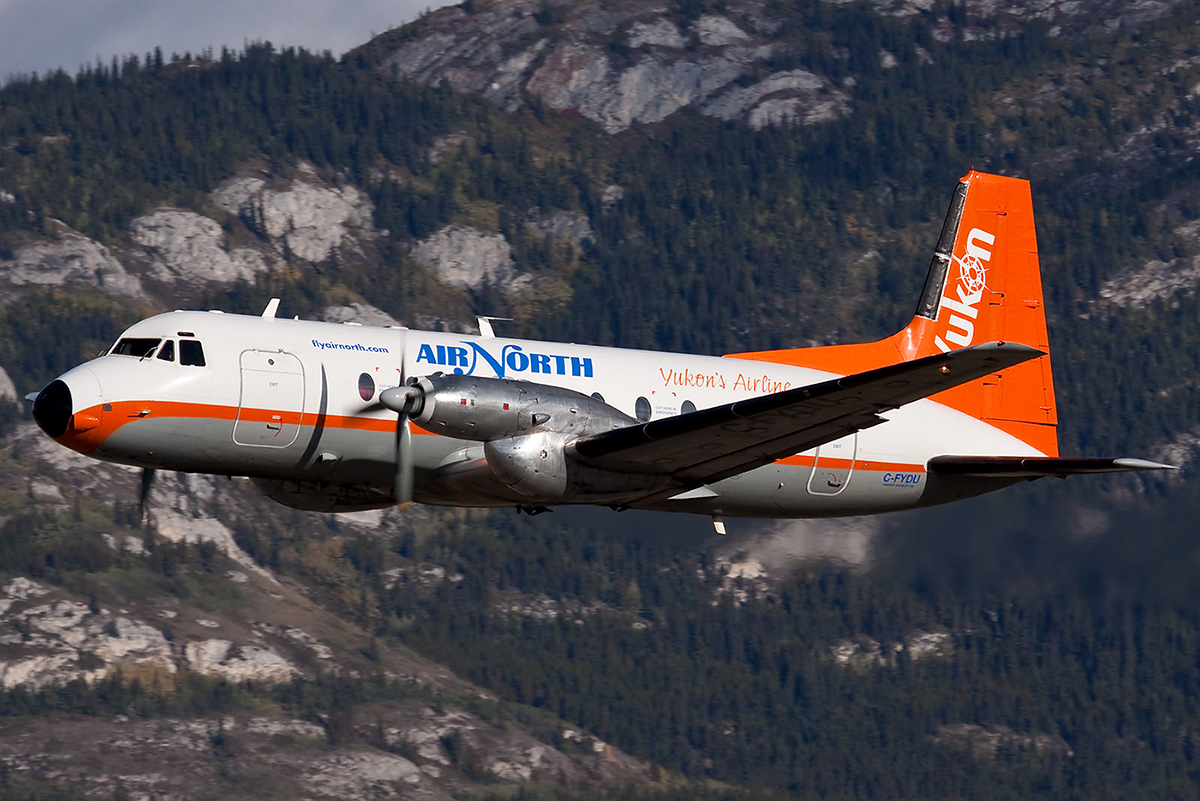
에어 노스의 하워커 시드니 HS 748